# Aartsbisdom Gdańsk

Bisdommen in Polen
11. Aartsbisdom Gdańsk
12. Bisdom Pelplin
13. Bisdom Toruń

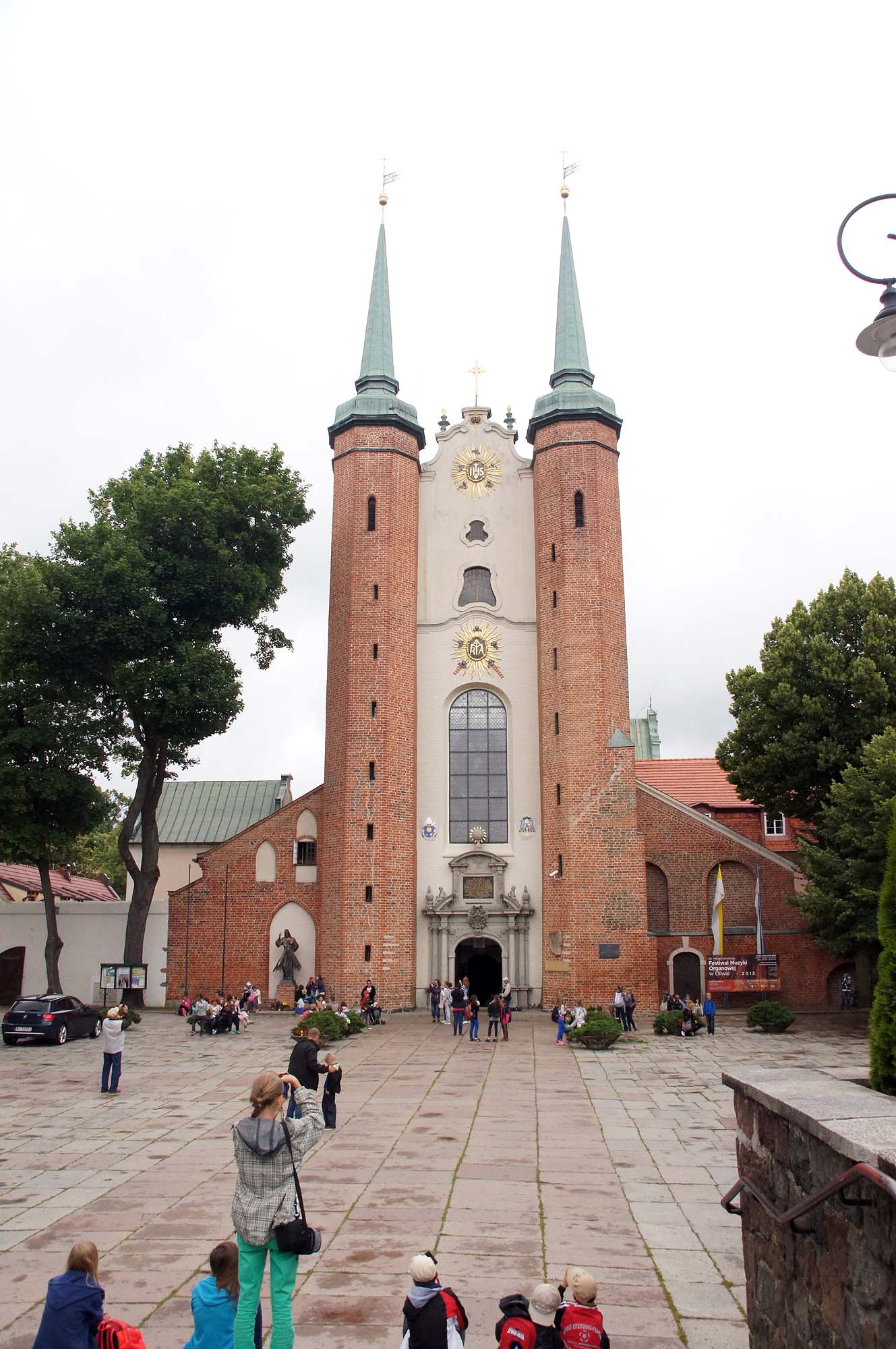
Kathedraal van Oliwa in Gdańsk

Het aartsbisdom Gdańsk (Latijn: Archidioecesis Gedanensis, Pools: Archidiecezja Gdańska) is een in Polen gelegen rooms-katholiek aartsbisdom met zetel in de stad Gdańsk. De aartsbisschop van Częstochowa is metropoliet van de kerkprovincie Gdańsk waartoe ook de volgende suffragane bisdommen behoren:
- Bisdom Pelplin (Pelplin)
- Bisdom Toruń (Toruń)

## Geschiedenis
Door de Vrede van Versailles kwamen de staatsgrenzen in het gebied van Danzig (Gdańsk) in 1920 ineens geheel anders te liggen. West-Pruisen kwam onder bestuur van de Tweede Poolse Republiek en Danzig zelf, dat eveneens aan het Duitse Rijk werd onttrokken werd als vrije stad Danzig onder toezicht van de Volkenbond geplaatst.
De Heilige Stoel was door de nieuwe grenzen in 1922 genoodzaakt de katholieke parochies in het gebied van de Vrijstaat Danzig als apostolische administratie van het bisdom Culm, zetel Pelplin, te onttrekken. In 1925 werden deze parochies verheven tot bisdom en direct onder gezag van Rome gesteld. Danzig wilde graag een bisschop uit de streek, maar kreeg de van oorsprong Wit-Russische graaf Eduard O'Rourke toegewezen. O'Rourke had Ierse wortels, maar was al vele jaren in de Baltische staten werkzaam. Hij kreeg vanuit Rome de opdracht mee om de neutraliteit op kerkelijk lokaal niveau te bewaken in het conflict tussen Duitsland en Polen. Dit lukte slechts ten dele. De nationaalsocialisten wonnen in mei 1933 de verkiezingen om de Volksdag van Danzig en kregen hiermee een absolute meerderheid in het parlement en meteen begonnen ze druk uit te oefenen op de katholieke kerk. Er ontstond tweespalt binnen de kerk tussen Duitse en Poolse gelovigen. Bisschop O'Rourke kwam in een isolement, maar trachtte desondanks een voorstel tot oprichting van Poolse parochies in Danzig door te zetten. Hij haalde zich hiermee de woede van de Danziger senaat en veel Duitse katholieken op de hals. In 1938 bezweek de bisschop onder de druk en legde zijn ambt zeer. Zijn opvolger werd Carl Maria Splett, nadat de Danziger regering een de eerste kandidaat, Franz Sawicki, had afgewezen en gedreigd had deze gevangen te nemen.
Vanaf het begin van de Tweede Wereldoorlog werden in Gdańsk priesters van Duitse en Poolse afkomst gevangengenomen. De jongere werden gedwongen tot de bouw van het concentratiekamp Stutthof en de oudere moesten opruimingswerkzaamheden verrichten na afloop van de Slag om Westerplatte. De omstandigheden voor de Rooms-Katholieke Kerk verslechterden meer en meer. Eerst werd het verboden om in het Pools te zingen en te prediken (tijdens de overigens vrijwel volledig Latijnse mis). Hierna werden de katholieke scholen genationaliseerd. Op bevel van de Gestapo moest bisschop Splett in 1941 het in het Pools afnemen van de biecht verbieden. 11 geestelijken uit Gdańsk werden tussen 1939 en 1944 slachtoffer van de nazi-terreur. Drie van hen werden op 13 juni 1999 door paus Johannes Paulus II zalig verklaard: Marian Górecki, Bronisław Komorowski en Franciszek Rogaczewski.
Vanaf 1945 viel door het Akkoord van Potsdam het gebied van het bisdom Gdańsk toe aan Polen. Bisschop Splett was niet gevlucht en werd opgepakt. De Poolse communisten lieten de Duitse bisschop in 1946 tijdens een showproces, op grond van vermeende vijandelijkheden tegen Polen, veroordelen tot een lange gevangenisstraf. Acht jaar later kon hij echter vertrekken naar de Bondsrepubliek Duitsland. Splett bleef vanaf afstand bisschop van Gdańsk. Het bisdom zelf stond onder gezag van een Poolse administrator. Het feit dat het Vaticaan deze constructie steunde leidde tot spanningen tussen Polen en Rome.
In de jaren 60 werden nieuwe grenzen van Poolse bisdommen van kracht en in 1972 werd in Gdańsk, dat een suffragaan bisdom van Gniezno werd, voor het eerst een Poolse bisschop benoemd. In de jaren 80 werd voor het eerst een mis in het Kasjoebisch opgedragen. Op 25 maart 1992 voerde paus Johannes Paulus II opnieuw een herstructurering van de Poolse katholieke kerk door. Met de apostolische constitutie "Totus Tuus Poloniae populus" werd Gdańsk hierbij verheven tot aartsbisdom.

## Bisschoppen van Gdańsk

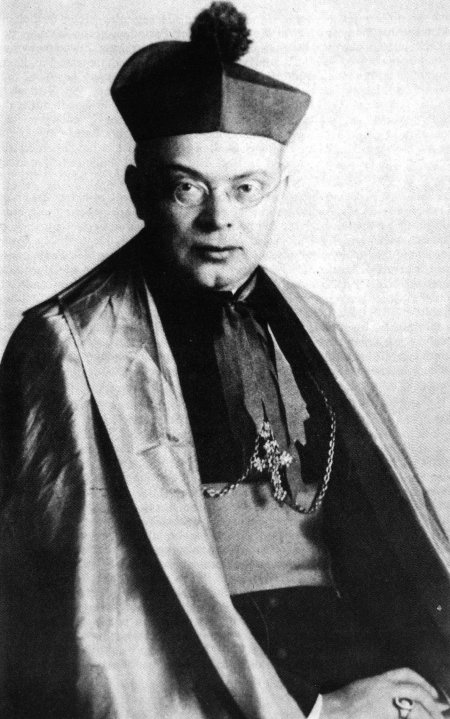
Bisschop Eduard O'Rourke
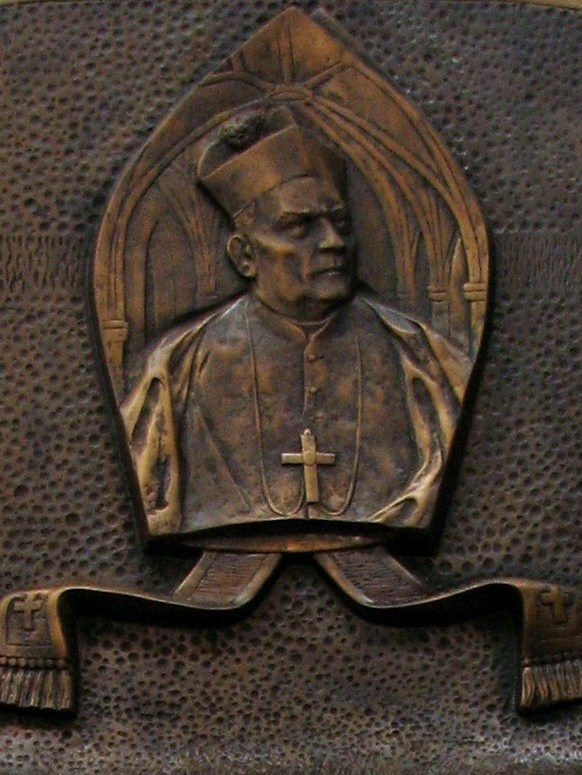
Bisschop Lech Kaczmarek
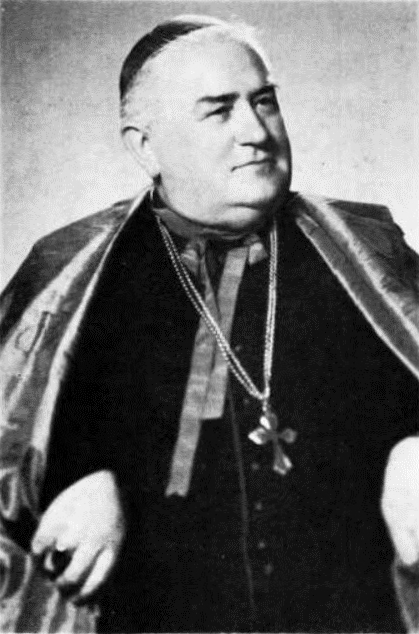
Bisschop Edmund Nowicki
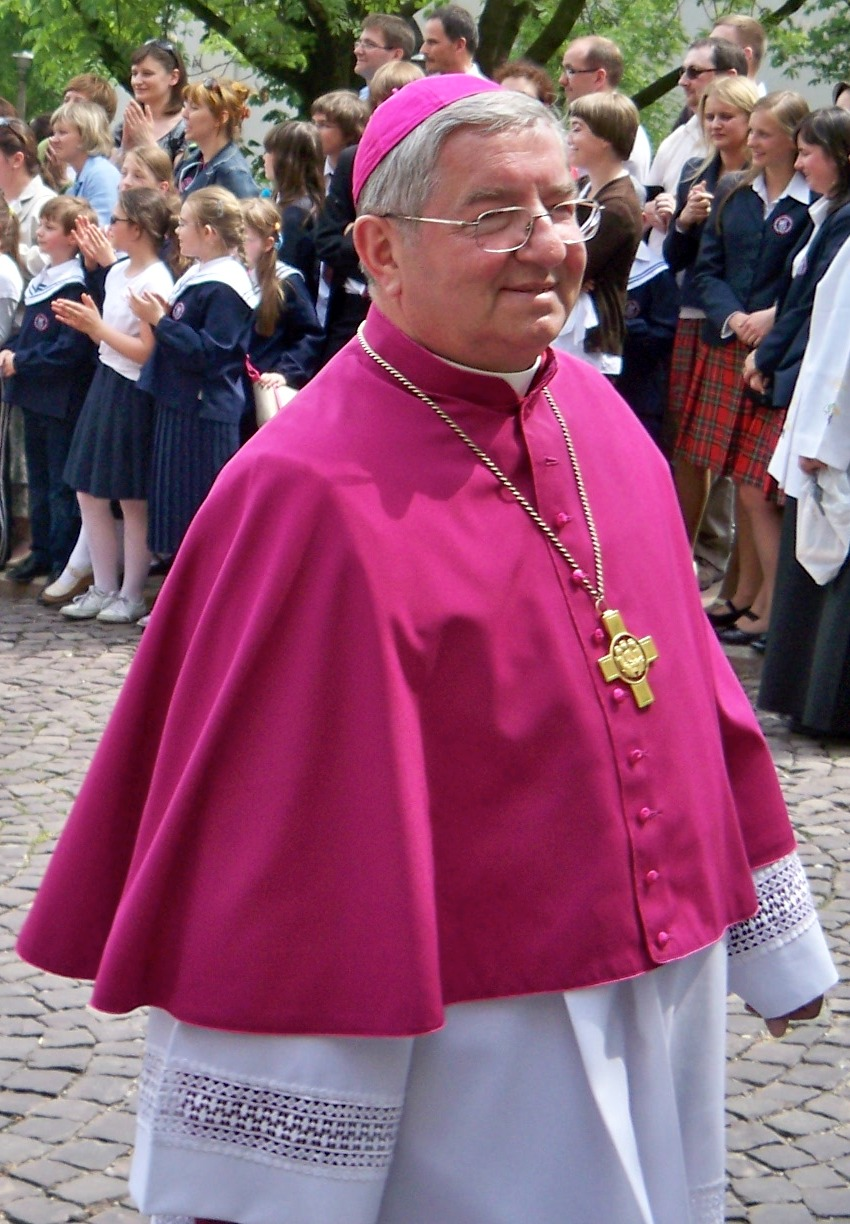
Aartsbisschop Sławoj Leszek Głódź

- 1926-1938 - Eduard O'Rourke, (Apostolisch administrator van 1922-1926)
- 1938-1964 - Carl Maria Splett
  - 1945-1951 - Andrzej Wronka, (Apostolisch administrator)
  - 1951-1956 - Jan Cymanowski, (Vicarius Capitularis)
- 1964-1971 - Edmund Nowicki, (coadjutor sedi datus od 1956)
- 1971-1984 - Lech Kaczmarek
- 1984-1992 - Tadeusz Gocłowski

### Aartsbisschoppen
- 1992-2008 - Tadeusz Gocłowski (in 2008 met emeritaat)
- 2008–2020 - Sławoj Leszek Głódź
- 2021- - Tadeusz Wojda, S.A.C.

### Hulpbisschoppen
- 1958-1971 - Lech Kaczmarek
- 1972-1982 - Kazimierz Kluz
- 1983-1984 - Tadeusz Gocłowski
- 1985-2005 - Zygmunt Pawłowicz (in 2005 met emeritaat)
- 2005-2012 - Ryszard Kasyna
- 2013- - Wiesław Szlachetka

Latijnse ritus: 

Białystok · 
Bielsko-Żywiec · 
Bydgoszcz · 
Częstochowa · 
Drohiczyn · 
Elbląg · 
Ełk · 
Gdańsk · 
Gliwice · 
Gniezno · 
Kalisz · 
Katowice · 
Kielce · 
Koszalin-Kołobrzeg · 
Krakau · 
Legnica · 
Lublin · 
Łódź · 
Łomża · 
Łowicz · 
Opole · 
Pelplin · 
Płock · 
Poznań · 
Przemyśl · 
Radom · 
Rzeszów · 
Sandomierz · 
Siedlce · 
Sosnowiec · 
Świdnica · 
Szczecin-Kamień · 
Tarnów · 
Toruń · 
Warmia · 
Warschau · 
Warschau-Praga · 
Włocławek · 
Wrocław ·
Zamość-Lubaczów · 
Zielona Góra-Gorzów

Militair ordinariaat
Oekraïense Grieks-katholieke Kerk: 

Przemyśl-Warschau · 
Wrocław-Gdańsk

Ordinariaat voor oosters-katholieken